# Guraidhoo (Laamu)
Pour les articles homonymes, voir Guraidhoo.
Guraidhoo est une petite île inhabitée des Maldives.

## Géographie
Guraidhoo est située au Sud des Maldives, à l'Ouest de l'atoll Hadhdhunmathi, dans la subdivision de Laamu.